# Auchmis saga
Auchmis saga là một loài bướm đêm trong họ Noctuidae.